# Костенаро (Венеција)
Костенаро (итал. Costenaro) је насеље у Италији у округу Венеција, региону Венето.
Према процени из 2011. у насељу је живело 11 становника. Насеље се налази на надморској висини од 8 м.